# Allzunah
Allzunah ist ein Ortsteil von Frauenwald in der Stadt Ilmenau im Thüringer Wald (Ilm-Kreis) mit 27 Einwohnern (2005).

## Geografie
Allzunah liegt direkt am Rennsteig im Biosphärenreservat Vessertal-Thüringer Wald im Thüringer Wald. Im Ort kreuzen sich die Straßen vom Dreiherrenstein (Neustadt / Ilmenau) zum Rennsteigkreuz bei Schmiedefeld (der Rennsteig) und die Straße von Frauenwald nach Stützerbach. Allzunah liegt etwa 775 m hoch. Unterhalb Allzunahs befindet sich mit der Quelle der Lengwitz eine Ilmquelle.

## Geschichte
Allzunah ist eine der jüngsten Siedlungen am Rennsteig. Der Ursprung des Ortes war eine Glashütte, die hier an der von Franken über Schleusingen nach Ilmenau führenden Poststraße von Franz Wenzel († 1704/06) aus Hannover, einem Vertreter einer bekannten Glasmacherfamilie, der damals als Glasmachergeselle in Goldlauter tätig war, angelegt wurde, nachdem er von Herzog Moritz Wilhelm von Sachsen-Zeitz am 17. August 1691 die Konzession dafür erhalten hatte. Die Glashütte ging am 15. September 1692 erstmals in Betrieb. Zunächst hieß die Glashütte nach dem Gründer Franzhütte, doch schon bald entstand der Name Allzunahe Franzenhütte oder kurz Allzunah, da die Besitzer der Stützerbacher Glashütte meinten, die Franzhütte liege allzu nah an der ihren. 1710 findet sich die Bezeichnung Glashütte zu Allzunahe.
Die Glashütte lag im Amt Schleusingen des kursächsischen Anteils der Grafschaft Henneberg in der Gegend der sogenannten Knölles Mark im Schmiedefelder Forst, rechter Hand des Weges von Frauenwald nach Stützerbach. Nach dem Wiener Kongress gelangte die Ansiedlung an den Kreis Schleusingen des Regierungsbezirks Erfurt der preußischen Provinz Sachsen, zu der sie bis zu deren Auflösung 1944 gehörte. Von 1952 bis 1994 lag Allzunah im  Kreis Ilmenau (Bezirk Suhl).
Der Besitz der Glashütte Allzunah war im 18. Jahrhundert geteilt. Die eine Hälfte kaufte der Schwiegersohn Johann Niclas (Nicolaus) Gundelach († 1748) der Witwe von Franz Wenzel am 23. September 1711 ab. Gundelach versuchte den Weiterbetrieb der Glashütte, musste sich aber zunehmend gegen die böhmische Konkurrenz und die einsetzende Holzknappheit wehren. In Stützerbach hatte er sich ein massives Haus errichtet, das heute das Goethemuseum beherbergt, da Goethe zwischen 1776 und 1784 mehrfach Quartier bei den Gundelachs nahm.
Den fünfzigprozentigen Anteil von Johann Niclas Gundelach an der Glashütte Allzunah erbten dessen sechs Kinder, die ihre Anteile wiederum untereinander verkauften und vererbten.
Die zweite Hälfte befand sich im Besitz von Fritz Wenzels Sohn, dem Glasmeister Johann Heinrich Gottlieb Wenzel. Dieser hatte 1726 vergeblich versucht, beim Oberaufseheramt Schleusingen die Konzession zur Betreibung einer Gastwirtschaft in der sich nicht mehr rentierenden Glashütte Allzunah zu erhalten. Später verließ er Allzunah, wurde Postmeister in Ilmenau und verkaufte 1759 seine Hälfte an den Mitbesitzer Johann Daniel Gundelach, worüber es mehrere Erbstreitigkeiten gab. Nach dem Tod des Glas- und Hüttenmeisters Johann Daniel Gundelach († 1772) und dessen Sohns Gottlob Gundelach († 1778), wurde das Konkursverfahren über dessen Vermögen eröffnet. Durch Kauf erwarb 1782 der kursächsische Kammerjunker, Oberforst- und Wildmeister Friedrich August von Haeseler aus Schleusingen die Hütte, hatte aber keinerlei Interesse am Weiterbetrieb. Allerdings ließ er Bier in den Gebäuden der Glashütte ausschenken. 1793 heißt es, dass in der Schenke in Allzunah nichts als liederl. Gesindel, durch welches mancher Unfug auf dem Thüringer Wald entstedt, beherbergt wird.
Haeseler starb 1796. Dessen sieben Kinder überließen die stillgelegte Glashütte am 11. Mai 1811 durch Erbteilungsvertrag käuflich an ihre Schwester Henriette Charlotte von Seebach geb. von Haeseler aus Marienthal bei Eckartsberga. 1822 lebten auf dem Glashüttengut mit seinen vier Häusern 23 Einwohner.
Allzunah hatte von 1913 bis 1965 Eisenbahnanschluss an der Bahnstrecke Rennsteig–Frauenwald. Der alte Bahndamm dient heute als Fuß- und Radweg. Unweit davon entfernt befindet sich das Bunkermuseum Frauenwald.